# Мордехай Милгром
Мордехай „Моти“ Милгром е израелски физик и професор в катедрата по физика на частиците и астрофизика в Института Вайцман в Реховот, Израел.

## Биография
Първата си степен получава от Еврейския университет в Йерусалим през 1966 г. По-късно учи в Научния институт на Вайцман и завършва докторат през 1972 г.
През 1981 г. той предлага Модифицирана нютонова динамика (MOND) като алтернатива на проблемите с тъмната материя и кривата на въртене на галактиката. Милгром предлага Вторият закон на Нютон да бъде променен за много малки ускорения. През учебните 1980 – 1981 г. и 1985 – 1986 г. е в Института за усъвършенствано обучение в Принстън. Преди 1980 г. той работи предимно върху високоенергийната астрофизика и става известен с кинематичния си модел на SS 433.
Модифицираната нютонова динамика е единствено изобретението на Mordehai (Moti) Milgrom. Идеята за базираната на ускорение модификация на динамиката или гравитацията вероятно би се появила на някой друг рано или късно, но със сигурност може да се каже, че в началото на 80-те никой освен Милгром не е смятал такава възможна модификация като алтернатива на астрофизичната тъмнина значение. Беше блестящ ход на прозрението да разбера, че астрономическите системи не се характеризират само с голям мащаб, но и с ниски вътрешни ускорения и това може да обясни известната систематика в кинематиката и фотометрията на галактическите системи. Идеята обаче едва ли беше посрещната с непреодолим ентусиазъм.
Милгром е женен и има три дъщери.